# الفضل اللهبي
الفضل بن العباس بن عتبة بن أبي لهب الهاشمي القرشي (نحو 15 هـ - 636م/- نحو 96 هـ - نحو 715 م): شاعر، من فصحاء بني هاشم. شهد صفين مع علي بن أبي طالب، وكان شاعرا شجاعاً، وفي صفين قال له علي بن أبي طالب: «أنت أشعر قريش». وكان شديد السمرة، جاءته من جدته وكانت حبشية. ويقال له «الأخضر» لذلك. كما يلقب باللهبي؛ نسبة إلى أبي لهب. ولما آلت إلى معاوية بن أبي سفيان الدولة، وفد عليه مع خاله عبد الله بن العباس. كما وفد على عبد الملك بن مروان، وكان مقربًا من الوليد بن عبد الملك، وهو أول هاشمي مدح أموياً بعد ما كان بينهما، فأكرمه.وقد حاول سليمان بن عبد الملك قتله.
له أخبار مع شعراء العصر الأمويّ، تدلّ على سرعة البديهة وحضور الذّهن، وهم: الأحوص الأنصاري، والحزين الكناني، وكان الحزين مُغرًى به وبهجائه، والحارث بن خالد المخزوميّ، وكان الحارث يحسده على شعره، وعمر بن أبي ربيعة، والفرزدق. وفي شعره رقة وهو دون الطبقة الأولى من معاصريه، ويتناول شعره المدحٌ، والهجاء والعتاب والتعريض، والرثاء، والغزل، وغالبًا ما يُكثر من ذكر الديار؛ ومعظمه على البحور المشهورة، وفيه قليل من الرَّجَز.

## سيرته وحياته

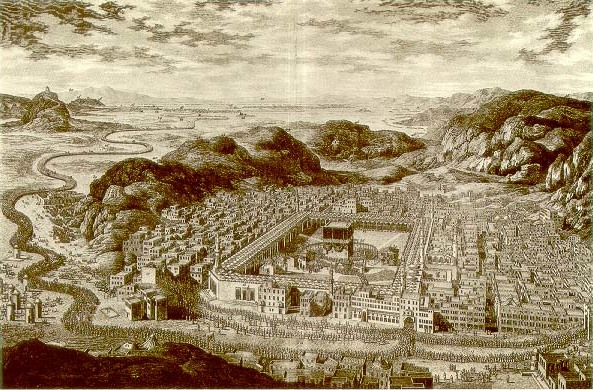
مكة المكرمة حيث نشأ الفضل بن العباس وأبيه وأجداده.

### نسبه
- هو:الفضل بن العباس بن عتبة ابن أبي لهب بن عبد المطلب بن هاشم بن عبد مناف بن قصي بن كلاب بن مرة بن كعب بن لؤي بن غالب بن فهر القرشي.[7]
- أمه: آمنة بنت العباس بن عبد المطلب بن هاشم بن عبد مناف بن قصي بن كلاب.[8]

### نشأته
نشأ الفضل بن العباس في بيت بني هاشم، وولد من أبوين هاشميين، وكان أبوه العباس بن عتبة رجلاً في زمن النبي ﷺ أي له إدراك، وقد يكون له صحبة، وكان أبوه شاعرًا متمكنا،وبيت أبيه في مكة المكرمة مشهور، ثم انتقل إلى المدينة المنورة في زمن عثمان بن عفان، وله مع عثمان أخبار.ولم يزل العباس بالمدينة المنورة إلى أن بلغ من الكبر عتياً، وقُتل في وقعة الحرة المشهورة سنة 63 هـ.
أما جده عتبة فأسلم عام الفتح، وقد جاء في الطبقات الكبرى: «عن ابن عباس عن العباس بن عبد المطلب قال: لما قَدِمَ رسول الله ﷺ مكّة في الفتح، قال لي: "يا عبّاس أين ابنا أخيك عتبة ومعتب لا أراهما؟" قال قلتُ: يا رسول الله تنحّيا فيمن تنحّى من مُشْرِكي قريش، فقال لي: "اذْهب إليهما وآتني بهما". قال العبّاس فركبتُ إليهما بعَرَنَة فأتيتُهما فقلتُ إنّ رسول الله ﷺ، يدعوكما. فركبا معي سريعين حتى قدما على رسول الله ﷺ، فدعاهما إلى الإسلام، فأسلما وبايعا»، وكان الرسول مسرورًا بإسلام عتبة أخيه متعب، قال الطبري:« قال العباس: فقلت له: سرك الله يا رسول الله، فإني أرى في وجهك السرور، فقال النبي ﷺ: نعم إني أستوهبت ابنى عمى هذين ربي فوهبهما لي».وشهد جدة عتبة يوم حنين والطائف ولم يهاجر من مكة حتى توفي، قال الزبير بن بكار: «شهد عتبة ومعتب حنيناً مع النبي ﷺ وثبتا فيمن ثبت معه، وأصيب عين معتب يومئذ؛ وأقاما بمكة، لم يأتيا المدينة؛ ولهما عقب. ومن ولد عتبة بن أبي لهب: الفضل بن العباس الشاعر». جده عتبة شاعرًا أيضًا وكان من الرافضين لبيعة أبي بكر والمدافعين عن أحقية بني هاشم وعلي بن أبي طالب بالخلافة. أما جد أبيه أبي لهب فقد كان السبب فيما لاقاه الفضل من الهجاء.

## مشاركته في حروب علي

### يوم الجمل

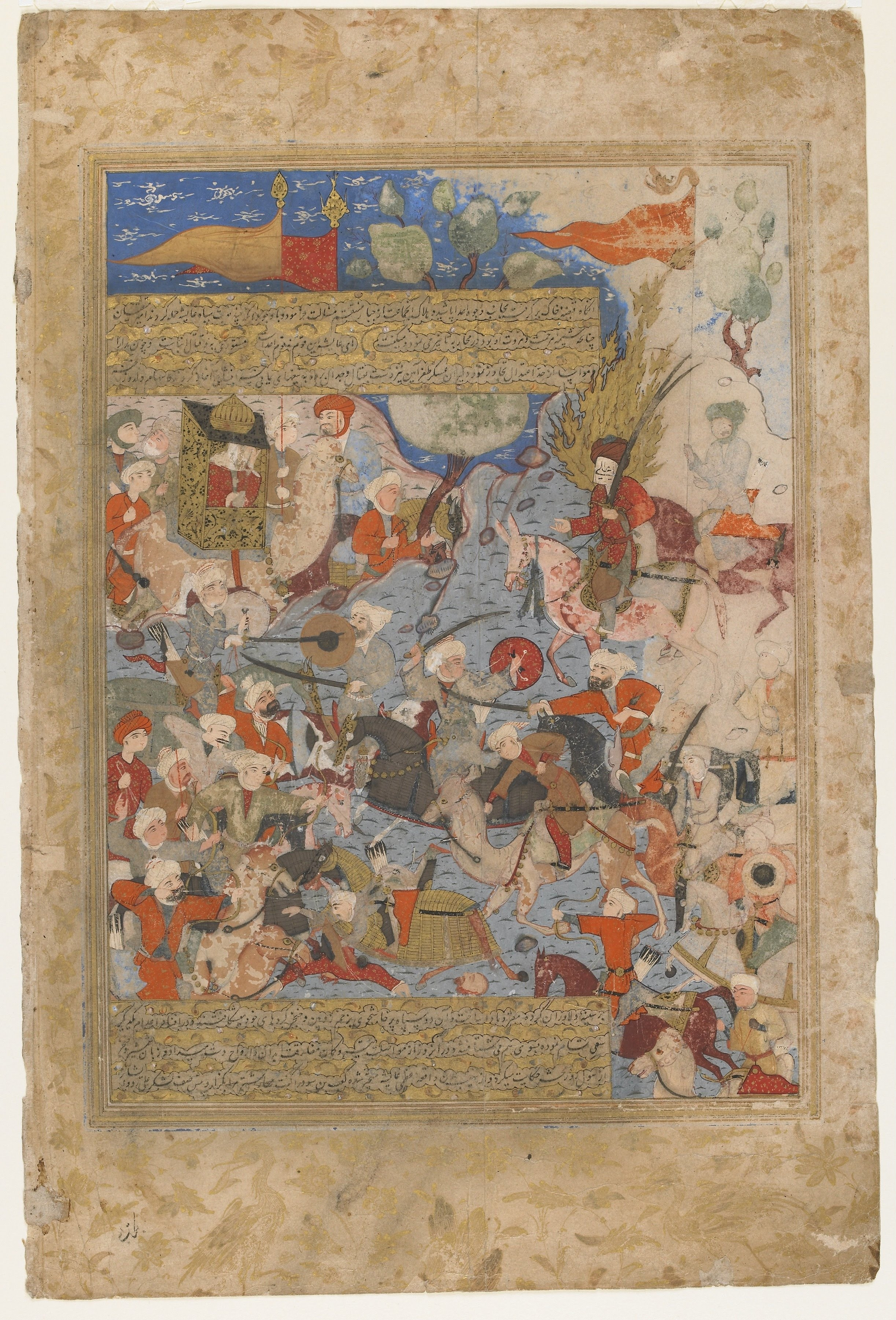
لوحة تصور وقعة الجمل.

نزل الفضل بن عباس الكوفة مع علي بن أبي طالب، ثم شهد معه حروبه بعد مقتل عثمان بن عفان، فشهد موقعة الجمل، ثم وقعة صفين ضد معاوية بن أبي سفيان، وقال الفضل في يوم يوم الجمل:

### يوم صفين

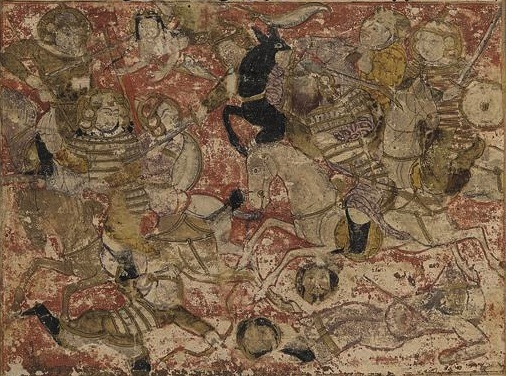
لوحة تصور معركة صفين.

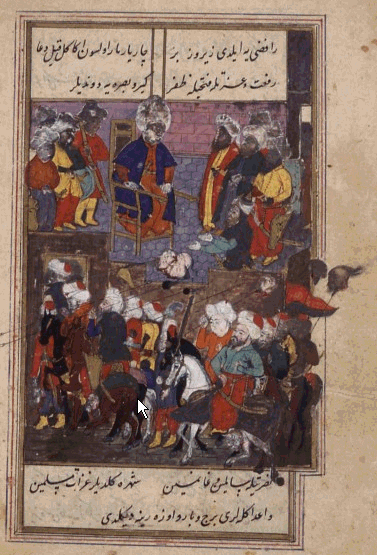
رسمه تصور يوم صفين.

وكان الفضل من شعراء عليّ في وقعة صفّين، قال ابن أبي الحديد: «فلما قرأ ابن عباس الكتاب أتى به عليا فأقرأه شعره - شعر عمرو بن العاص - فضحك وقال: "قاتل الله ابن العاص، ما أغراه بك يا ابن العباس، أجبه وليرد عليه شعره الفضل بن العباس ، فإنه شاعر»، فقال الفضل في عمرو بن العاص:
قال أحمد بن أعثم: «ثم عرض الفضل شعره على عليّ رضي الله عنه، فقال علي: أحسنت ولا أظنه يجيبك بعدها بشيء إن كان يعقل، ولعله أن يعود فنعود عليه. قال: فلما وصل الكتاب والشعر إلى عمرو فأتى به معاوية فأقرأه إياه، قال: ما كان أغناني وإياك عن بني عبد المطلب».
ثم قال الفضل بن العباس في معاوية بن أبي سفيان الأبيات الآتية:
قال أحمد بن أعثم: «ثم عرض الفضل شعره على عليّ رضي الله عنه، فقال له: أنت أشعر العرب أو قال: أنت أشعر قريش. قال: فوصل الكتاب إلى معاوية فقرأه وفهم الشعر، فلم يردعه ذلك إلى أن كتب إلى عليّ [6] : أما بعد فلو أنك علمت وعلمنا أن هذه الحروب تبلغ منك ومنا ما بلغت ما كان جناها على بعضنا بعض، والآن فقد تتهيأ لنا أن نصلح ما بقي وندع ما مضى».

## وفادته على معاوية
قال ابن المنظور: «قال معاوية يوماً وعنده عبد الله بن جعفر، وعبد الله بن عباس، والفضل بن عباس بن أبي لهب: إن بابي لكم مفتوح، وإن خيري لكم لممنوح فلا تقطعوا خيري عنكم، ولا بابي دونكم، فقد نظرت في أمري وأمركم، فرأيت أمراً مختلفاً، إنكم ترون أنكم أحق بهذا الأمر مني وأنا أحق به منكم، فإذا أعيتكم بعض حقوقكم قلتم أعطانا أقل من حقنا، وقصر بنا دون منزلتنا فصرت كأني مسلوب، والمسلوب لا حق له، فبئس المنزلى نزلت بها منك، ونعم المنزلة نزلتم بها مني. قال له عبد الله بن عباس: ما هاهنا مسلوب غيرنا، إذ كان الحق حقنا دون الناس، ووالله ما منحتنا شيئاً حتى سألناك، ولا فتحت لنا باباً حتى قرعناه، ولئن قطعت خيرك عنا إن الله عز وجل لأرحم بنا منك، ولئن غلقت بابك عنا لنكرمن أنفسنا عنك، والله ما سألنا قط عن خلة، ولا أحفينا في مسألة، وإن من ضعة الدين وعظيم الفتنة في المسلمين قرعنا بابك وطلبنا ما في يدك؛ فأما هذا الفيء فليس لك منه إلا ما لرجلٍ من المسلمين، ولنا في كتاب الله حقان: حق الفيء وحق الخمس، فالفيء ما جتبي، والخمس ما غلب عليه؛ فعلى أي الوجوه جرى منك أخذناه وحمدنا الله عليه، ثم لم يخرجك الله من خيرٍ جرى على يديك، ولولا حقنا في هذا المال لم نأتك. فقال معاوية: كفاك كفاك. وخرج القوم فأنشأ الفضل بن العباس بن أبي لهب يقول»: